# Julian Scherner
Julian Scherner (* 23. September 1895 in Bagamoyo, Deutsch-Ostafrika; † 28. April 1945 in Heidesee bei Märkisch Buchholz) war ein deutscher SS-Oberführer und als SS- und Polizeiführer in Krakau.

## Leben
Scherner wurde in Deutsch-Ostafrika geboren, wo er seine zwei ersten Lebensjahre verbrachte. 1905 bis 1914 besuchte er eine Kadettenschule in Deutschland und diente seit 1914 im Heer. Nach seinem Ausscheiden aus dem Militär 1920 wurde er Angestellter und trat dem Bund Oberland bei. Er nahm 1923 am Hitler-Ludendorff-Putsch teil. 1932 trat er in die SS (Mitgliedsnummer 39.492) und die NSDAP (Mitgliedsnummer 865.027) ein. Ende 1934 war er bereits Führer der 1. SS-Standarte München. 1937 übernahm er die Leitung der SS-Unterführerschule Dachau. Von September 1939 bis 11. November 1939 war Scherner Regimentskommandeur des SS-Gebirgsjäger-Regimentes 11 „Reinhard Heydrich“. Von Sommer bis Winter 1940 war er Kommandeur der 8. Totenkopf-Standarte. Als SS-Standortkommandant von Prag leitete Scherner von Januar bis September 1941 die Vorbereitungen zur Errichtung des SS-Truppenübungsplatzes Beneschau. Im August 1941 wurde er zum SS-Polizeiführer in Krakau ernannt. Als solcher war er verantwortlich für die Deportationen nach Belzec und die Massenerschießungen in Tarnów. Er löste die Ghettos in seinem Distrikt durch Deportationen nach Auschwitz auf. Scherner war am Aufbau des KZs Plaszow Ende 1942/Anfang 1943 beteiligt, welches später unter die Führung von Amon Göth kam. Ihm wurde Aneignung von Wertgegenständen und Geld jüdischer Häftlinge zum Zwecke persönlicher Bereicherung sowie auf unvorschriftsmäßige Behandlung von Gefangenen vorgeworfen und daher wurde er im April 1944 ins KZ Dachau zwangsversetzt. Im Zuge der Anklage gemeinsam mit Göth wurde er im Oktober 1944 nach Verurteilung durch ein SS-Ehrengericht zum SS-Hauptsturmführer degradiert. Göth wurde freigesprochen. Scherner wurde zur Frontbewährung zum Regiment Dirlewanger strafversetzt. Er soll kurz vor Kriegsende in einem Waldstück tot aufgefunden worden sein.

## Beförderungen
- Untersturmführer: 31. Juli 1933
- Obersturmführer: 24. Dezember 1933
- Hauptsturmführer: 1. März 1934
- Sturmbannführer: 12. August 1934
- Obersturmbannführer: 1. Januar 1935
- Standartenführer: 30. Januar 1936
- Oberführer (W): 12. September 1937
- degradiert zum Hauptsturmführer: Oktober 1944

## Auszeichnungen
- Eisernes Kreuz II. Klasse 1914
- Verwundetenabzeichen (1918) in Schwarz
- Kriegsverdienstkreuz II. Klasse mit Schwertern
- Blutorden
- Ehrendegen des Reichsführers SS
- Totenkopfring der SS